# Курган-Тюбинский округ
Курган-Тюбинский округ — единица административного деления Таджикской АССР и Таджикской ССР, существовавшая в 1929—1930 годах. Административный центр — Курган-Тюбе.
Курган-Тюбинский округ был образован в 1929 году путём переименования Курган-Тюбинского вилайета. Делился на 5 тюменей (районов):
- Аральский район
- Джиликульский район
- Кабадианский район
- Курган-Тюбинский район
- Сарай-Камирский район[1].

Согласно постановлению ЦИК и СНК Таджикской ССР от 30 июля 1930 года Курган-Тюбинский округ был упразднён (к 20 декабря 1930 года).